# Яребица
Вижте пояснителната страница за други значения на Яребица.
Яребицата (Perdix perdix) е птица от семейство Фазанови (Phasianidae). Среща се и на територията на България. Оцветена е в маскировъчни ръждиви и кафеникави цветове, мъжкия има тъмно петно на гърдите. Летят сравнително бързо и добре, като успяват да се вдигнат под 70 градуса наклон за да избегнат препятствие, но като повечето полски птици не могат да маневрират добре и рязко да изменят посоката си на полет, което ги прави уязвими ако наоколо има дървета или други прегради.

## Разпространение
Среща се в по-голямата част на Европа и Азия, изключение прави Иберийският полуостров, където единствено се среща в някои северни части. Обитава открити местности, често засяти със земеделски култури и люцерна.

## Начин на живот и хранене
Храни се със зърнени култури и различни растения, насекоми и включително колорадски бръмбар. Води уседнал начин на живот. В северните райони, събирайки се цялото семейство на куп може да издържи до -50 С студ. Живее на групички, най-често роднински свързани, които се разпадат само за кратко през размножителния период. Винаги се държи на земята и въпреки че може да кацне на клон не го прави. Неприятели на яребицата са повечето видове средно големи грабливи птици, повечето видове хищни бозайници и влечуги, като ястреби, соколи, бухали, сови, порове, лисици, вълци, диви котки, змии и др.

## Размножаване
В началото на годината се оформят двойки, които заемат определена територия. През май-юни женската снася до 12 яйца в плитка трапчинка на земята, която най-често е добре скрита под някой храст или гъста растителност. Понякога са намирани гнезда с близо 20 яйца, което означава, че най-вероятно няколко женски са снасяли в едно и също гнездо. Една женска може да мъти до 18 яйца, които често са разположени едно над друго. Мъти толкова упорито, че често става жертва на хищници, машини или хора, тъй като понякога не излита докато не я пипне човек. Женската защитава смело и упорито яйцата и малките срещу всеки възможен неприятел, напада или се преструва на ранена за да му отвлече вниманието. Първото денонощие малките прекарват в гнездото и не се хранят, но веднага след това напускат заедно с майката в търсене на храна. Подобно на другите видове в семейството малките на яребицата се излюпват достатъчно развити за да могат веднага след излюпването си да се движат и хранят сами. В първите си дни малките кълват всичко което видят и преди всичко ако то се движи, така по метода на пробата и грешката откриват с какво да се хранят. При тях се наблюдава явлението импринтинг и са способни да се привържат към човек или друго което се е погрижило за излюпването им, в случай че яйцата са били излюпени в инкубатор или подложени под друга птица. Когато по някаква причина майка им изчезне, малките писукат до изтощение за да я привлекат, което прави трудно отглеждането на малки пиленца от човек след като са били с майка си известно време. На 8 ден са способни да излетят и при опасност се пръсват, летейки и тичайки във всички посоки. На 3 седмици вече летят напълно добре като възрастните птици.

## Допълнителни сведения
Яребицата е традиционен ловен обект в България и много от страните в Европа и Азия, но като цяло числеността ѝ сериозно намалява навсякъде и в много страни е обявена за защитен вид.
Яребицата има и важно значение в природата, както като разпространител на семена на някои житни растения, така и като хранителен ресурс (плячка) за много видове хищни бозайници и птици